# Zianon Łomać
Zianon Kuźmicz Łomać (biał. Зянон Кузьміч Ломаць, ros. Зенон Кузьмич Ломать, Zienon Kuźmicz Łomat′; ur. 1944 we wsi Karabany w rejonie miadzielskim) – radziecki i białoruski działacz państwowy, pracownik administracji lokalnej, w latach 1990–1995 deputowany do Rady Najwyższej Białoruskiej SRR/Rady Najwyższej Republiki Białorusi XII kadencji, w latach 2001–2003 doradca prezydenta Republiki Białorusi, w latach 2003–2006 minister gospodarstwa wiejskiego i żywności Republiki Białorusi, od 2006 roku przewodniczący Komitetu Kontroli Państwowej Republiki Białorusi; objęty zakazem wjazdu na terytorium Unii Europejskiej.

## Życiorys
Urodził się w 1944 roku we wsi Karabany, w rejonie miadzielskim obwodu mołodeczańskiego Białoruskiej SRR, ZSRR. Ukończył Miński Państwowy Instytut Pedagogiczny im. Maksima Gorkiego, Białoruski Państwowy Instytut Gospodarki Narodowej im. Kujbyszewa i Mińską Wyższą Szkołę Partyjną.
Pracował jako instruktor Miadziolskiego Komitetu Rejonowego Leninowskiego Komunistycznego Związku Młodzieży Białorusi (LKZMB), Mińskiego Komitetu Obwodowego LKZMB, pierwszy sekretarz Uzdzieńskiego Komitetu Rejonowego LKZMB. W latach 1974–1981 był kierownikiem wydziału organizacyjnego, sekretarzem Komitetu Rejonowego Komunistycznej Partii Białorusi (KPB) w osiedlu typu miejskiego Uzda w obwodzie mińskim. W latach 1981–1991 pracował jako instruktor Mińskiego Komitetu Wykonawczego KPB, pierwszy sekretarz Kleckiego Komitetu Rejonowego KPB, pierwszy sekretarz Słuckiego Komitetu Rejonowego (lub Miejskiego) KPB. W sierpniu 1991 roku został przewodniczącym Słuckiego Rejonowego Komitetu Wykonawczego. W latach 1991–1992 był sekretarzem Komitetu Rady Republik ds. Rolnych Rady Najwyższej ZSRR w Moskwie. W latach 1990–1995 był deputowanym do Rady Najwyższej Białoruskiej SRR/Rady Najwyższej Republiki Białorusi XII kadencji. W latach 1992–1995 wchodził w niej w skład Komisji Rady Najwyższej Republiki Białorusi ds. Planowania, Budżetu i Finansów. W 1994 roku jako jeden z nielicznych deputowanych Rady Najwyższej złożył podpis pod zgłoszeniem kandydatury Alaksandra Łukaszenki na prezydenta Białorusi.
W latach 1995–2001 pełnił funkcję przewodniczącego Słuckiego Rejonowego Komitetu Wykonawczego. 12 grudnia 2001 roku został mianowany doradcą Prezydenta Republiki Białorusi – głównym inspektorem ds. obwodu homelskiego. 10 lipca 2003 roku objął stanowisko ministra gospodarstwa wiejskiego i żywności, zastępując na nim Michaiła Rusego. Opuścił je 25 maja 2004 roku, jego miejsce zajął Leanid Rusak. 3 października 2006 roku został przewodniczącym Komitetu Kontroli Państwowej Republiki Białorusi. 28 grudnia 2010 roku zastąpił go na tym stanowisku Alaksandr Jakabson.
2 lutego 2011 roku znalazł się na liście pracowników organów administracji Białorusi, którzy za udział w domniemanych fałszerstwach i łamaniu praw człowieka w czasie wyborów prezydenckich w 2010 roku otrzymali zakaz wjazdu na terytorium Unii Europejskiej.

## Opinie
Zdaniem politologa Alaksandra Fiaduty Zianon Łomać jest politykiem o ograniczonych ambicjach. Preferuje pracę na szczeblu administracji lokalnej, na dobrze sobie znanej Słucczyźnie, nie dążąc do najwyższych stanowisk w państwie. Unika także politycznego ryzyka i stara się nie wyrażać publicznie poglądów. Szczególnie widoczne było to w okresie pełnienia przez niego funkcji deputowanego Rady Najwyższej. Łomać bardzo rzadko zabierał głos w czasie obrad, a jego najodważniejszym czynem było złożenie podpisu pod zgłoszeniem kandydatury Alaksandra Łukaszenki na prezydenta Białorusi. Wymagało to od wiecznie płochliwego Łomacia takiego męstwa, że bodaj, wyczerpało limit tego męstwa raz i na zawsze.

## Odznaczenia
- Medal „Za Zasługi w Pracy”[1]